# Max Obrecht
Max Obrecht (* 23. Oktober 1894 in Grenchen; † 26. Mai 1965 ebendort) war ein katholisch-konservativer Schweizer Politiker aus dem Kanton Solothurn. Er gilt mit 31 Jahren als dasjenige Solothurner Regierungsmitglied mit der bisher längsten Amtszeit. Er war Sohn eines Fabrikanten, jedoch nicht verwandt mit dem ebenfalls aus Grenchen stammenden freisinnigen Bundesrat Hermann Obrecht.
Max Obrecht beendete sein Rechtsstudium mit dem Titel Dr. iur. Nach Tätigkeiten als Fürsprech und juristischer Sekretär beim Kanton wurde er 1931 – nach nur zwei Jahren kantonaler Parlaments-Aktivität – in den Regierungsrat gewählt. Dieses Amt hatte er bis 1961 inne. Er war zuerst für das Justizdepartement verantwortlich, bis er 1952 das Polizei- und Militärdepartement übernahm. In den Jahren 1933, 1938, 1943, 1948, 1952 und 1957 amtierte Obrecht als Landammann (Regierungspräsident) des Kantons Solothurn. 
1938 wurde er zum kantonalen Präsidenten der Katholisch-Konservativen Partei gewählt.
Als Oberst der Justiz der Schweizer Armee war Obrecht während des Zweiten Weltkriegs an mehreren Landesverrats-Prozessen beteiligt.

## Publikationen von Obrecht
- Die kriegswirtschaftlichen Überwachungsgesellschaften S.S.S. und S.T.S. und insbesondere ihre Syndikate, Bern 1920.
- Schutz der Familie und der Jugend, Solothurn 1936